# Vuistneuken

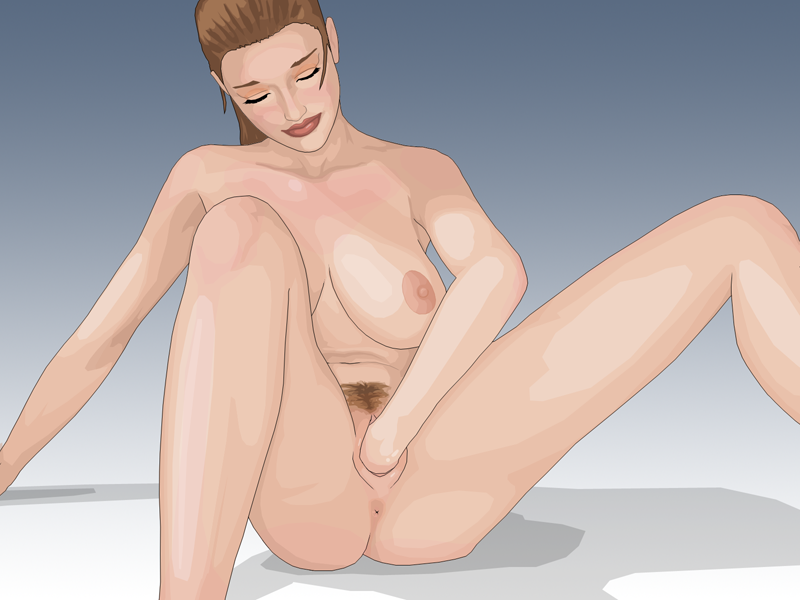
Een vrouw die haar eigen vuist naar binnen beweegt.

Vuistneuken (ook wel fistfucking, fisting of vuistseks) is een seksuele handeling waarbij een gestrekte hand of gebolde vuist de vagina of anus penetreert.
Vuistneuken kan worden voorbereid met eerst enkele, en daarna met meerdere vingers de anus of vagina op te rekken.
Bij anaal is het gebruik van een glijmiddel noodzakelijk. Sommigen krijgen een intens orgasme. Voor anderen is het een pijnlijke ervaring.

## Risico's
Er is gevaar dat de wand van vagina of anus beschadigd raakt of, erger, uitscheurt. Dit is pijnlijk en verwonding is gevaarlijk omdat daardoor zware bloeding kan ontstaan. De kans op infectie is groot. Bij punchfisting wordt na uitgebreide voorbereiding in één keer de vuist in de opening geduwd of geslagen. Dit kan gezien worden als extreme seks omdat het risico van schade groot is.